# Hablot Knight Browne
Hablot Knight Browne (12 de julio de 1815 – 8 de julio de 1882) fue un artista inglés. Bien conocido por su seudónimo, 'Phiz', ilustró libros de Charles Dickens, Charles Lever y William Harrison Ainsworth.

## Reseña biográfica
De ascendencia hugonote, nació en Inglaterra, en Lambeth (cerca de Londres) en Kennington Lane. Fue el decimocuarto hijo de Catherine y de William Loder Browne. Según Valerie Browne Lester, Phiz era de hecho hijo ilegítimo de su hermana mayor Kate y del capitán Nicholas Hablot de la  Guardia Imperial de Napoleón. Existe cierta incertidumbre en cuanto a la fecha exacta de su nacimiento: 12 de julio de 1815 es la fecha dada por Valerie Browne Lester, su tatara-tatara-nieta, y John Buchanan-Brown en su libro  Phiz: ilustrador del mundo de Dickens . La fecha de su bautizo data del 21 de diciembre de 1815; en la iglesia de Santa María, Lambeth, Surrey.
Cuando tenía 7 años de edad, su padre William Browne abandonó a su familia, cambió su nombre por el de Breton y navegó con fondos malversados a Filadelfia, donde se hizo conocido por sus pinturas de acuarela. Entonces William Browne fue declarado muerto por su esposa Catherine. Thomas Moxon, el marido de la hermana de William, Ann Loder Browne, ayudó a mantener a la familia, que había quedado mal parada.
Browne fue aprendiz de William Finden, un grabador, en cuyo taller obtuvo su única educación artística. Sin embargo, no era muy apto para el grabado, y en 1833 tras conseguir asegurar un importante premio de la Sociedad de las Artes por un dibujo de John Gilpin, abandonó el grabado en el año siguiente y comenzó otra obra artística, con el objeto último de convertirse en pintor.

## Trayectoria artística
En la primavera de 1836, conoció a Charles Dickens. Fue en el momento en que Dickens estaba buscando a alguien para ilustrar   Pickwick . Browne había sido el ilustrador de su pequeño folleto  Domingo bajo tres jefes . En la edición original de  Pickwick , editada en partes mensuales desde inicios de 1836 hasta finales de 1837, las primeras siete placas fueron dibujadas por  Robert Seymour, que se suicidó en abril de 1836. Las siguientes dos placas fueron hechas por Robert William Buss.

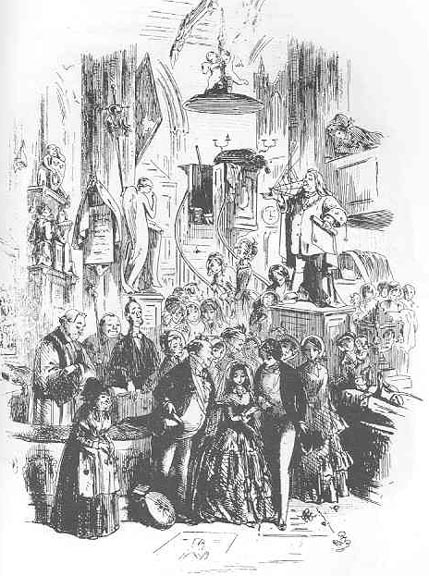
Grabado de 1849, para David Copperfield, titulado "Yo di a conocer a mi tía"

Browne y William Makepeace Thackeray visitaron la oficina de los editores con muestras de su trabajo para la inspección de Dickens. El novelista prefirió a Browne. Las primeras dos placas de aguafuerte grabadas de Browne para Pickwick fueron firmadas como "Nemo", pero la tercera fue firmada como "Phiz", un seudónimo que mantuvo en el futuro. Cuando se le pidió explicar por qué eligió ese nombre, respondió que el cambio de "Nemo" a "Phiz" fue hecho para armonizar mejor con el "Boz" de Dickens.
Phiz desarrolló el personaje de Sam Weller gráficamente justo como Seymour había desarrollado Pickwick. Dickens y Phiz se hicieron buenos amigos y en 1838 viajaron juntos a Yorkshire para ver las escuelas de las cuales Nicholas Nickleby se convirtió en el héroe: después que hizcieron varios viajes de esta naturaleza en compañía para facilitar el trabajo del ilustrador. Otros personajes de Dickens ilustrados por Phiz eran Squeers, Micawber, Guppy, Major Bagstock, la señora Gamp, Tom Pinch y David Copperfield.
De los diez libros de Dickens que Phiz ilustró, fue más conocido por   David Copperfield ,  Pickwick ,  Dombey e hijo ,  Martin Chuzzlewit  y  Bleak House . Browne hizo varios dibujos para   PUNCH  en sus primeros días, y también hasta el fin de su vida. Él diseñó el envoltorio que fue utilizado durante dieciocho meses a partir de enero de 1842. También contribuyó a  Punch's Pocket Books .

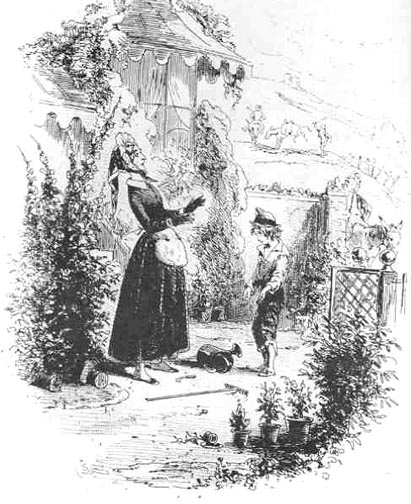
Aguafuerte de 1849 para David Copperfield, titulado "I make myself known to my aunt" (Me di a conocer a mi tía)

Además de su trabajo para Dickens, Phiz ilustró más de una veintena de novelas (entre ellas Harry Lorrequer, Charles O'Malley, Jack Hinton y el Caballero de Gwynne). También ilustró las novelas de Harrison Ainsworth y de Smedley Frank.  Mervyn Clitheroe  por Ainsworth es uno de los más grandes logros de las obras del artista. Browne fue empleado continuamente por los editores hasta 1867, cuando sufrió una enfermedad que le causó un cierto grado de parálisis. Después de recuperarse, produjo muchos grabados en madera. En 1878 se le concedió una pensión de vida por la Real Academia. Su salud empeoró gradualmente hasta que murió el 8 de julio de 1882.
La mayor parte de la obra de Browne fue grabada en placas de acero debido a que estos permitían una edición mucho más grande que el cobre. A Browne le molestaba que algunos de sus grabados fueran transferidos a piedra por los editores e impresos como reproducciones litográficas. En parte para evitar que su trabajo fuera tratado de esta manera, empleó una máquina para trazar una serie de líneas sobre la placa con el fin de obtener lo que parecía ser un tinte; cuando se manipuleaba con ácido este tinte daba un efecto algo parecido al grabado a media tinta, que en ese tiempo se consideraba prácticamente imposible de transferir a la piedra.
Cuatro de sus ilustraciones fueron emitidos como sellos por el Royal Mail en el 2012 para conmemorar el 200 aniversario del nacimiento de Charles Dickens.